# Біосферний заповідник Теуакан-Куікатлан
Біосферний заповідник Теуакан-Куікатлан — природна територія, що охороняється, розташована на південному сході Мексики. Його назва походить від його двох основних місць: Куікатлан і Теуакан, в останньому розташовані їхні адміністративні офіси, охоплює 490 186 гектарів, розподілених між 21 муніципалітетом у штаті Пуебла та Оахака.
2 липня 2018 року це місце було внесено до списку Світової спадщини ЮНЕСКО.

## Географія
Широкі долини Теуакан і Куікатлан простягаються на північний захід-південний схід між Сьєрра-Мадре-де-Оахака на сході та Сьєрра-Міштека на заході. Майже вся територія заповідника розташована в басейні річки Саладо, яка тече на південний схід через долини Теуакан і Куікатлан. Долина Куікатлан частково розташована в басейні річки Гранде, що тече на північний захід, яка зливається з Саладо, утворюючи річку Санто-Домінго. Вона тече на схід через Сьєрра-Мадре-де-Оахака, щоб злитися з Папалоапан, однією з найбільших річок Мексики. Річки Саладо і Гранде приймають води численних потоків, які беруть початок у сусідніх Сьєррах.
Сьєрра-Мадре-де-Оахака складається з кількох підхребтів: Сьєрра-Сонголіка на півночі, Мазатек-Сьєрра посередині та Сьєрра-Хуарес на півдні. Найвідомішим гірським хребтом є Сьєрра-Сонголіка та Сьєрра-Мазатек, які характеризуються своїм карстовим рельєфом, порізаним глибокими каньйонами.

## Клімат
Клімат регіону теплий напівсухий і теплий напівтропічний у регіоні Куікатек із помірними дощами влітку. У високих частинах гір зазвичай видно, що вершини гір покриті густим туманом, який рідко згущується у вигляді помірного дощу.

## Екологія
Важливість Теуакан-Куікатлан полягає у великій флористичній різноманітності цього району. Всупереч поширеній думці, сухі тропічні регіони, якими рясніє південно-східна Мексика, не бідні на біорізноманіття. Деякі дослідження, як-от дослідження Ржедовського в 1973 і 1978 роках, призвели до концептуалізації території як флористичної провінції, що належить до Мексиканського ксерофітного фітогеографічного регіону. У 1965 році Сміт припустив, що третина видів рослин, які населяють поверхню долин Теуакан-Куікатлан, є ендемічними.
Переважаючою флорою в долині Теуакан є чагарники маторалю, які є частиною екорегіону маторалю Теуаканської долини, що включає більше третини зареєстрованих видів. Тропічний сухий листяний ліс, окраїна екорегіону сухих лісів Бальсасу, охоплює долину Куікатлан. На схилах гір розташовані дубові та сосново-дубові ліси, частина сосново-дубових лісів Сьєрра-Мадре-де-Оахаки на сході та сосново-дубові ліси Сьєрра-Мадре-дель-Сур на заході. Вологі райони на гірських схилах є домівкою для хмарних лісів.
Однією з найбільш виняткових екологічних особливостей долини Теуакан-Куікатлан є ліс колоноподібних кактусів, одна з найбільших концентрацій колоноподібних кактусів у світі. Сорок п'ять із сімдесяти видів, зареєстрованих у Мексиці, зростають у цій центральній частині країни. Ці види є домінуючим компонентом у дев'яти рослинних угрупованнях, які переважно є ендемічними для Теуакан-Куікатлан. На території також трапляються ксерикові чагарники, тропічні листяні ліси, соснові ліси, сосново-дубові та хмарні ліси.
Серед хребетних у біосферному заповіднику є 18 видів риб і 27 видів земноводних, що є високою різноманітністю порівняно з пустелями Північної Америки та Австралії. Тут також налічується 85 видів рептилій, із яких 20 є ендемічними, і 338 видів птахів, із яких 16 є ендемічними.
Завдяки своїм ендемічним видам, видам, що перебувають під загрозою зникнення, і рідкісним флористичним видам, це місце є гарячою точкою світового біорізноманіття МСОП.

## Археологія
Долина Теуакан-Куікатлан є важливою археологічною пам'яткою, яка фіксує 12 000 років проживання людей. Існують давні докази одомашнення рослин, а також найдавніші відомі іригаційні споруди в Мезоамериці, які включають різноманітні тераси, канали, колодязі, акведуки та дамби. Внесене ЮНЕСКО до Списку всесвітньої спадщини — Долина Теуакан-Куікатлан: початкове місце існування Мезоамерики — визнає видатне біорізноманіття долини та її археологічне значення.

## Галерея

Флора біосферного заповідника Теуакан-Куікатлан
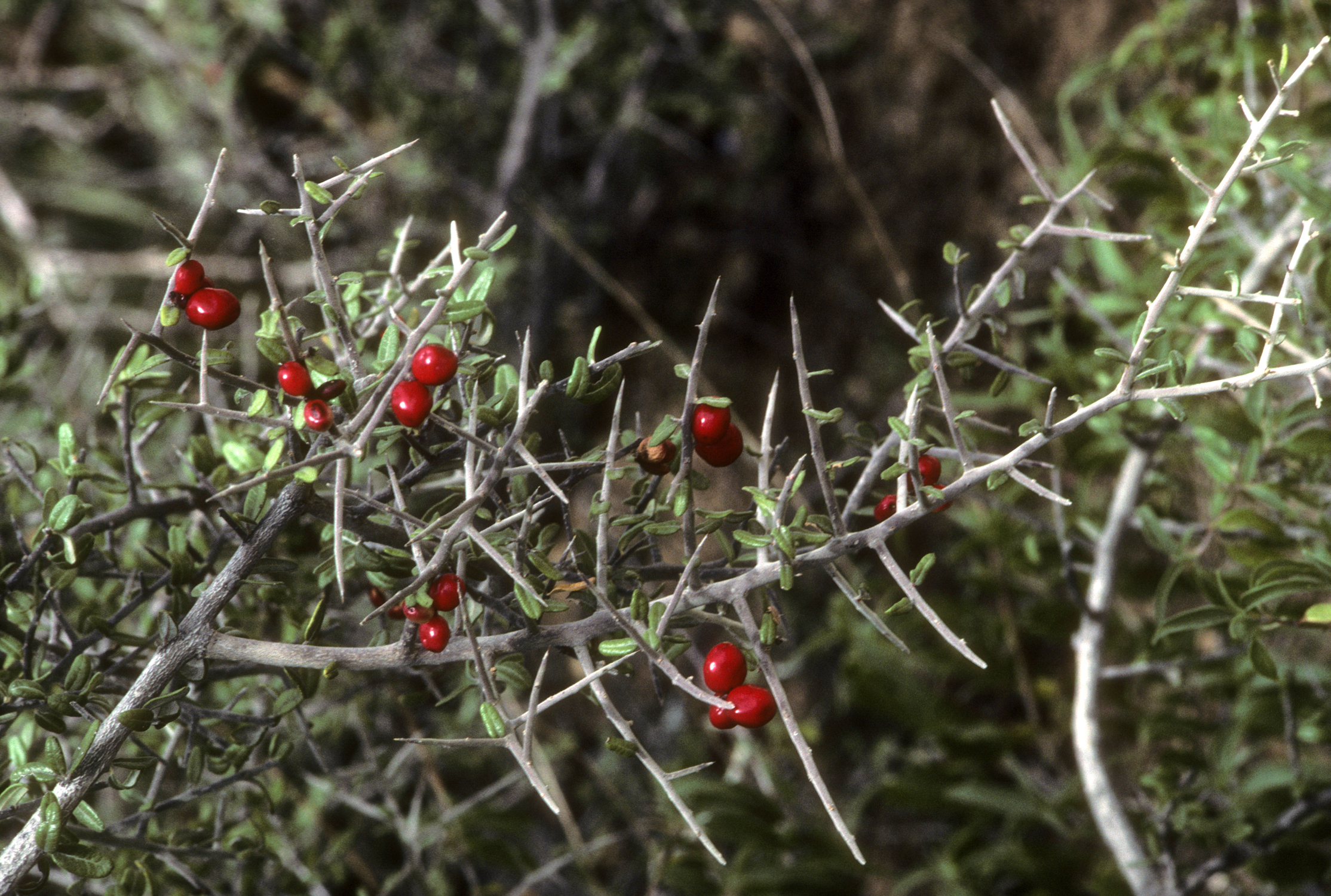
Castela tortuosa
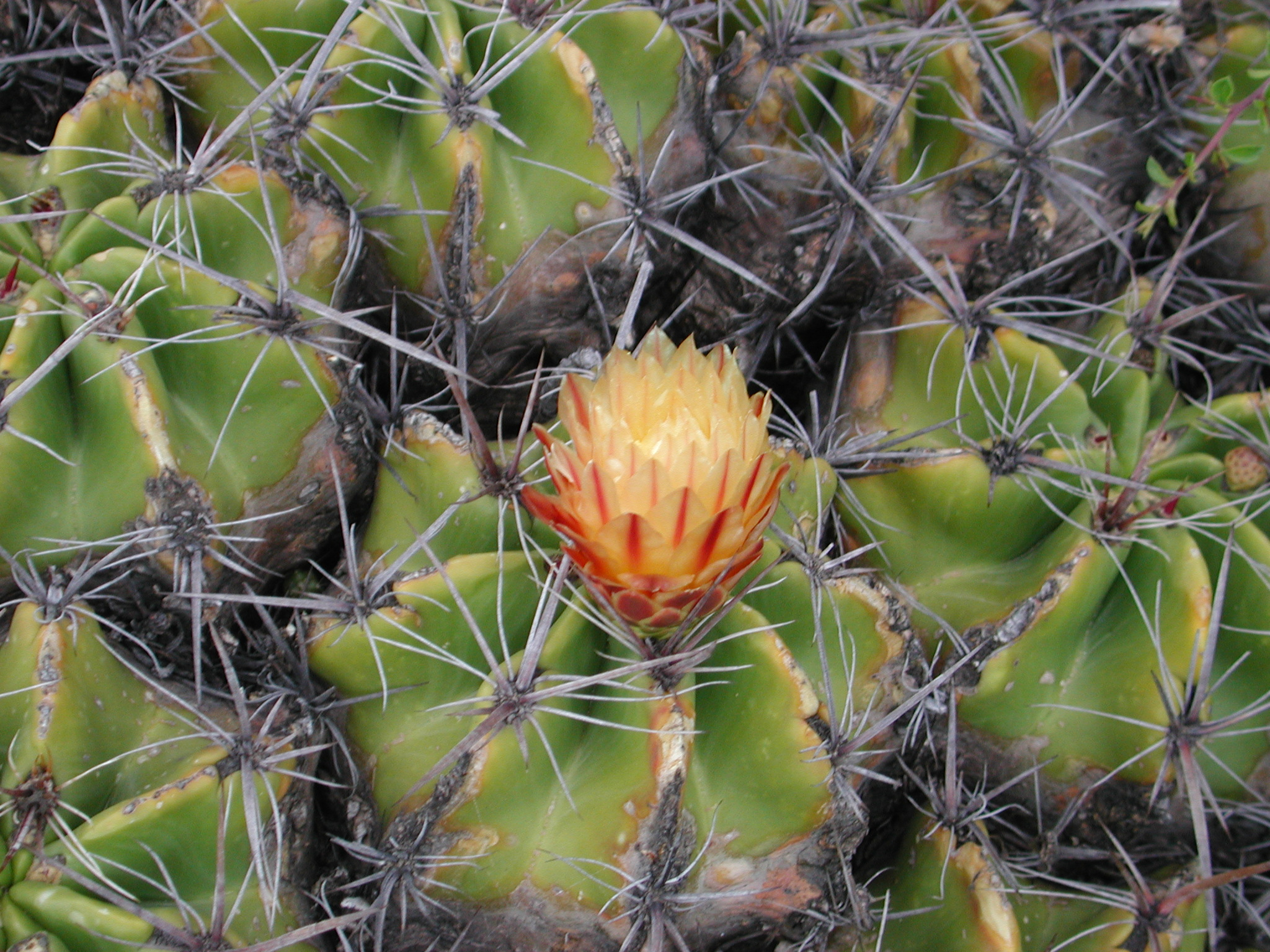
Ferocactus robustus
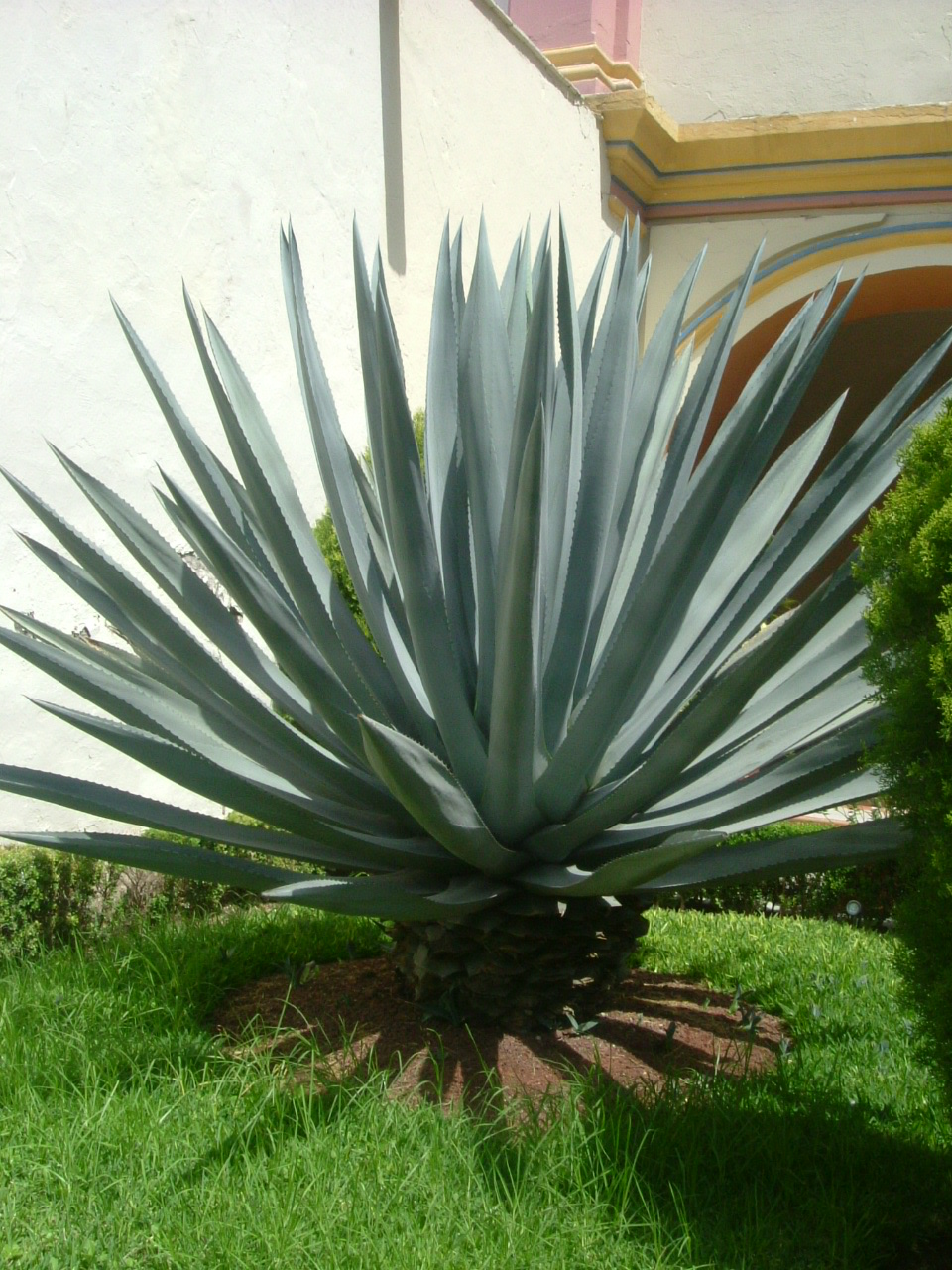
Agave spp.
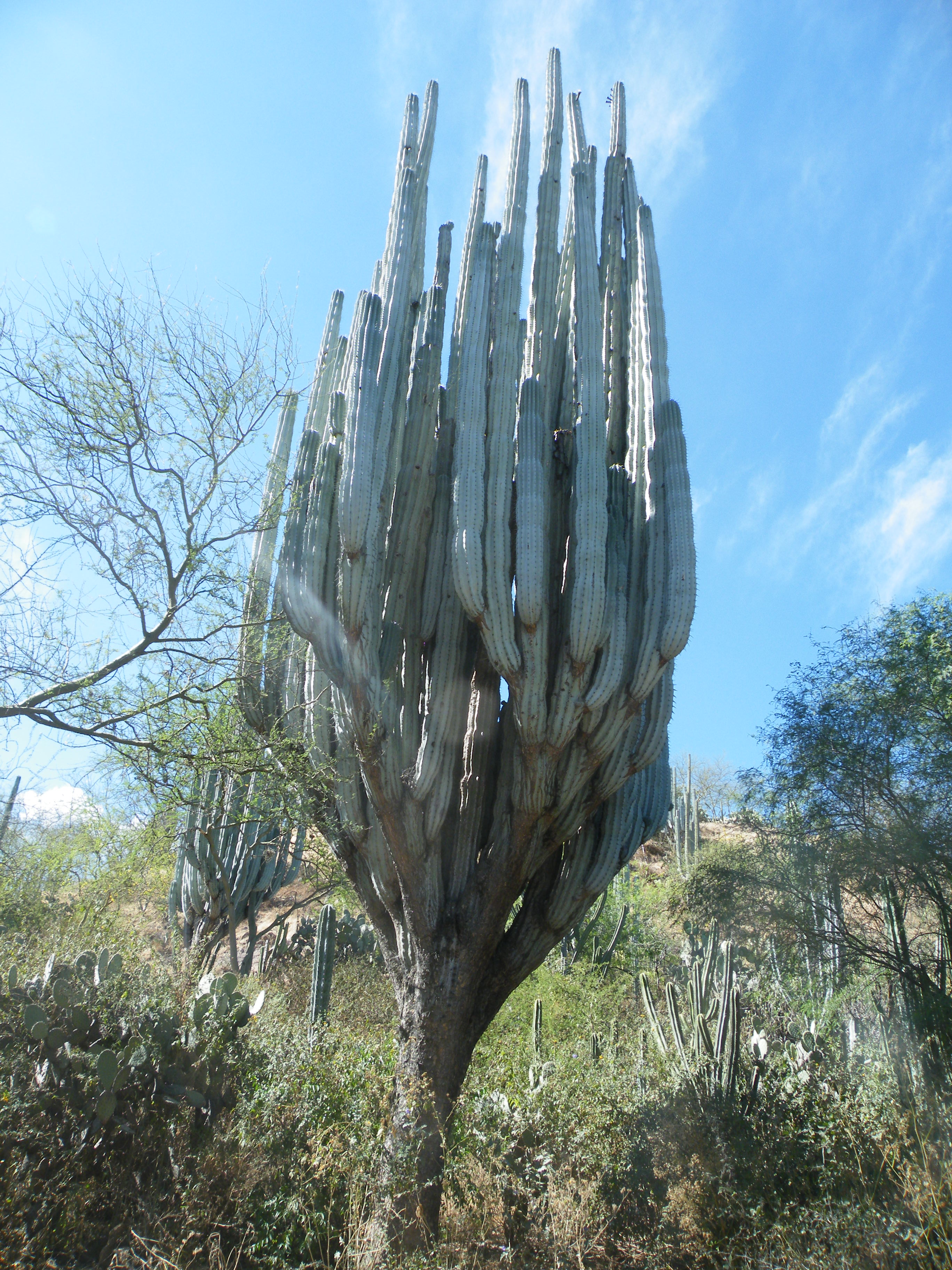
Pachycereus weberi
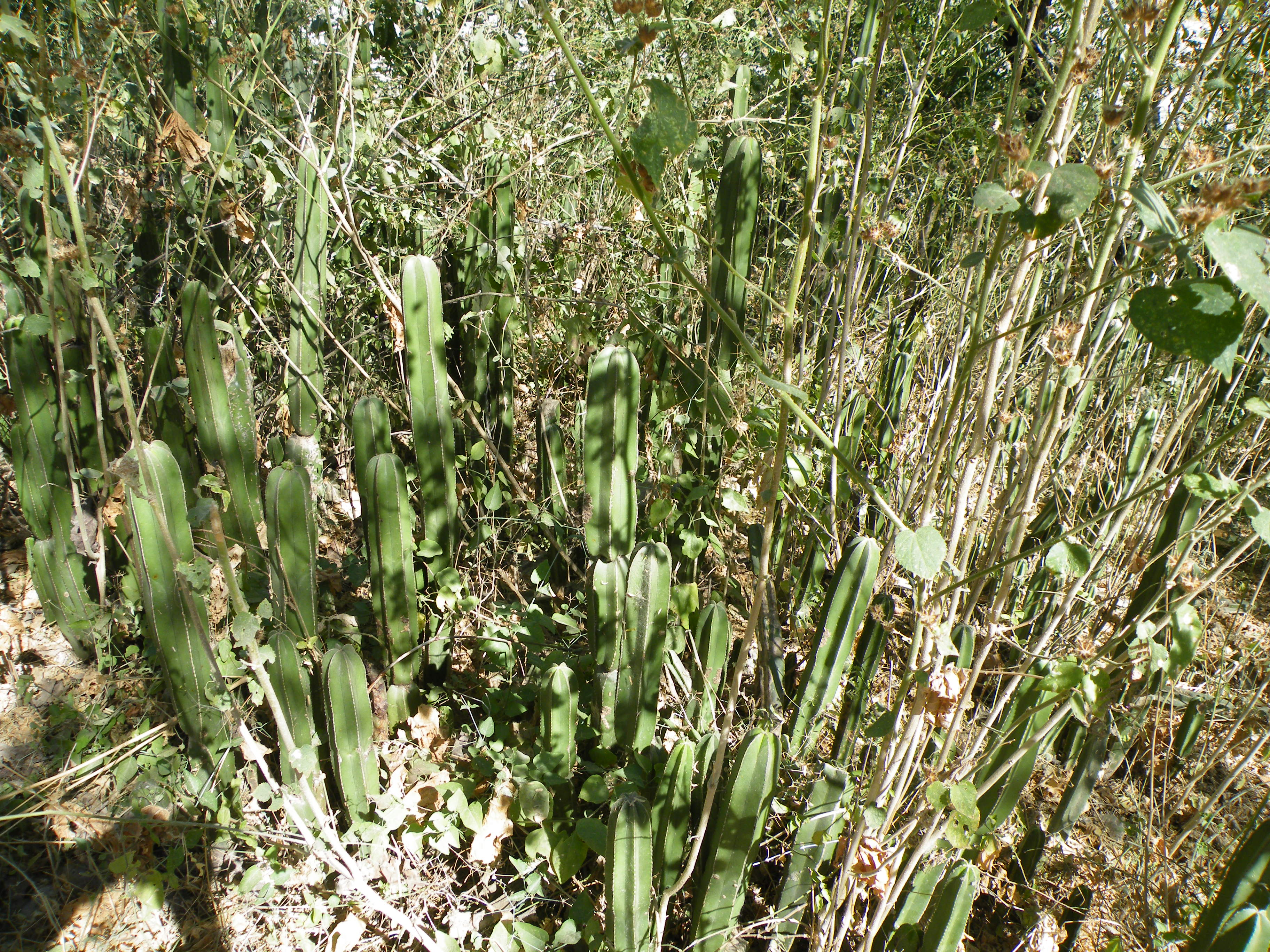
Pachycereus marginatus
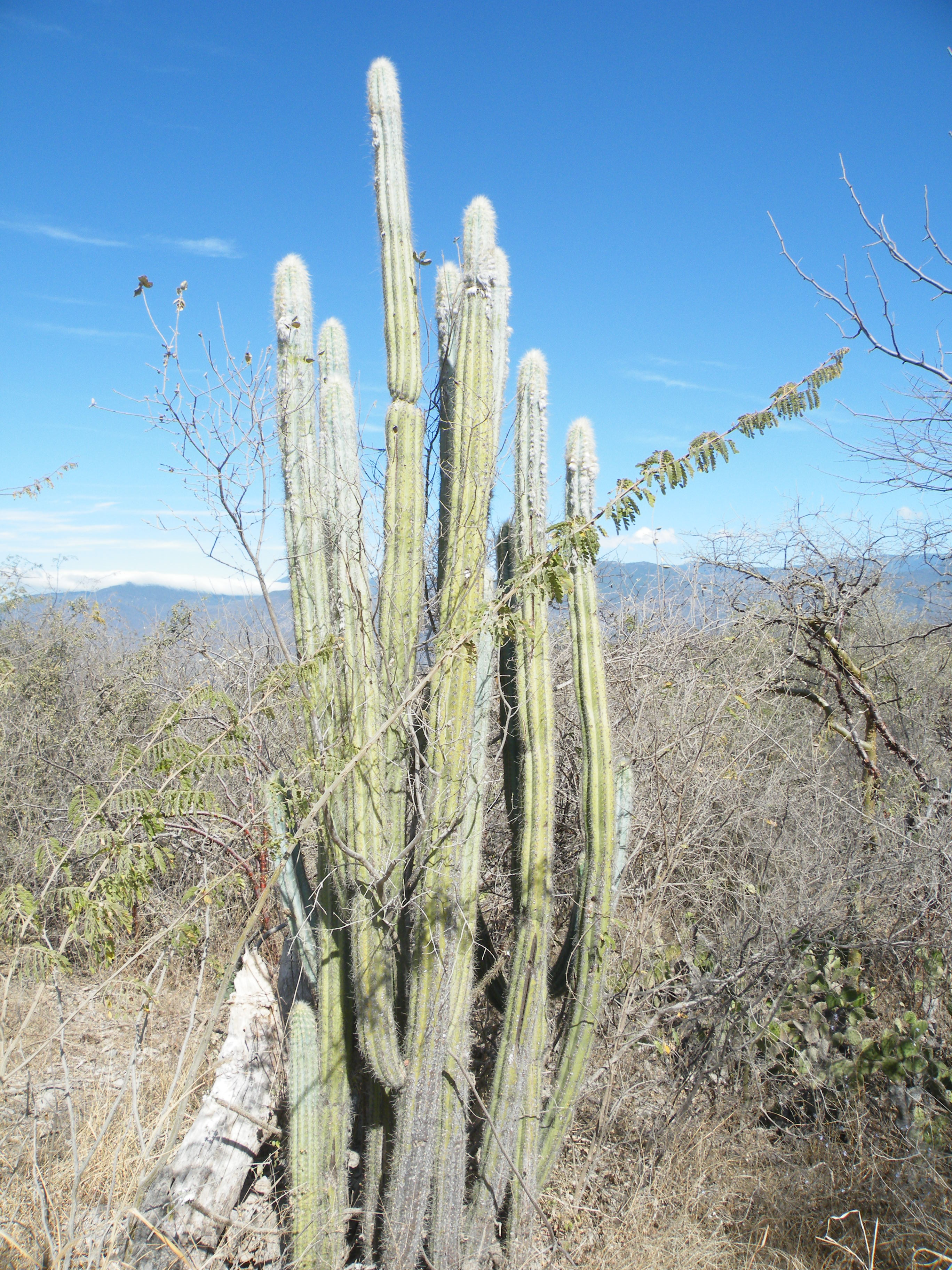
Pilosocereus quadricentralis
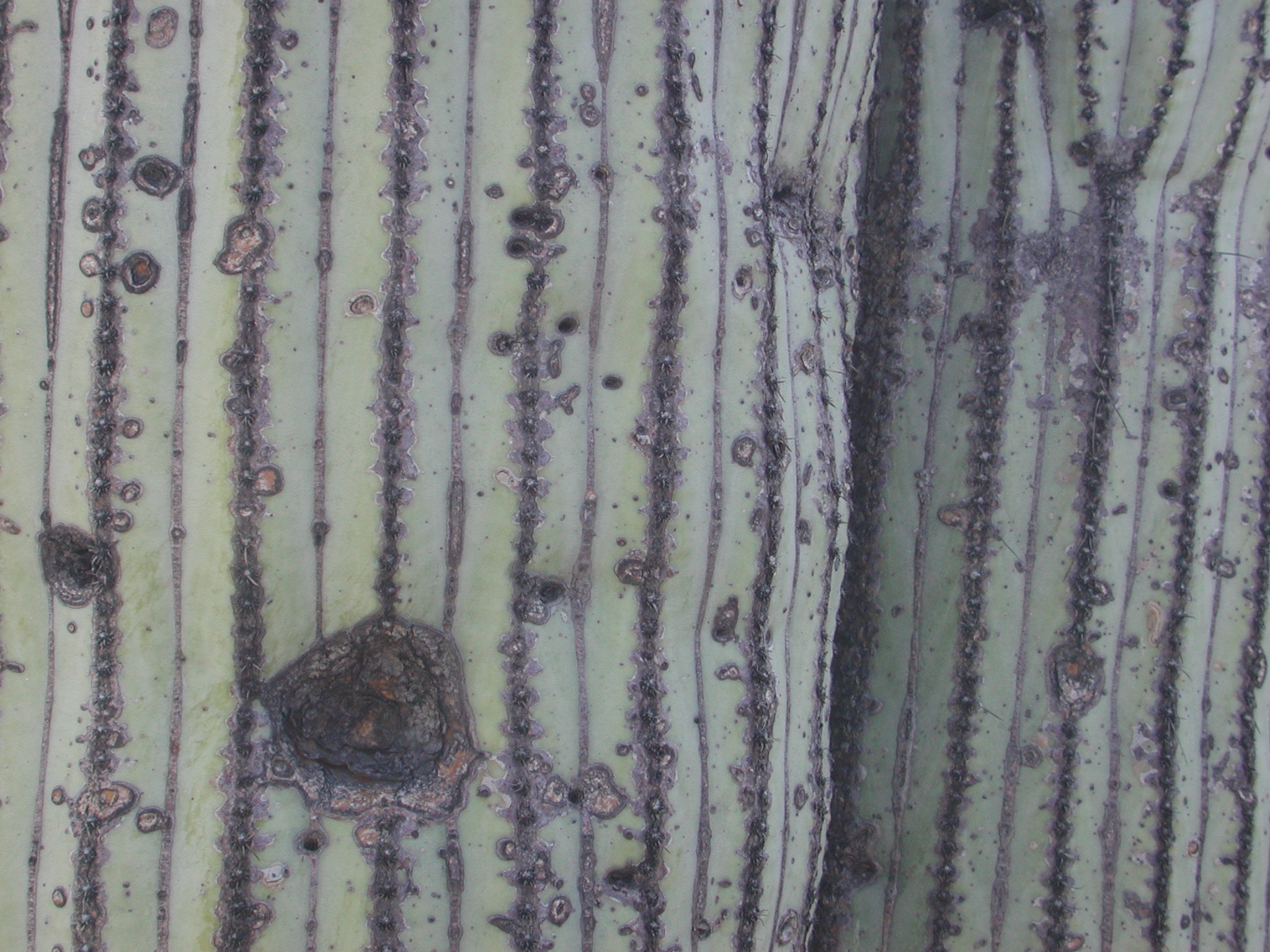
Cephalocereus columna-trajani
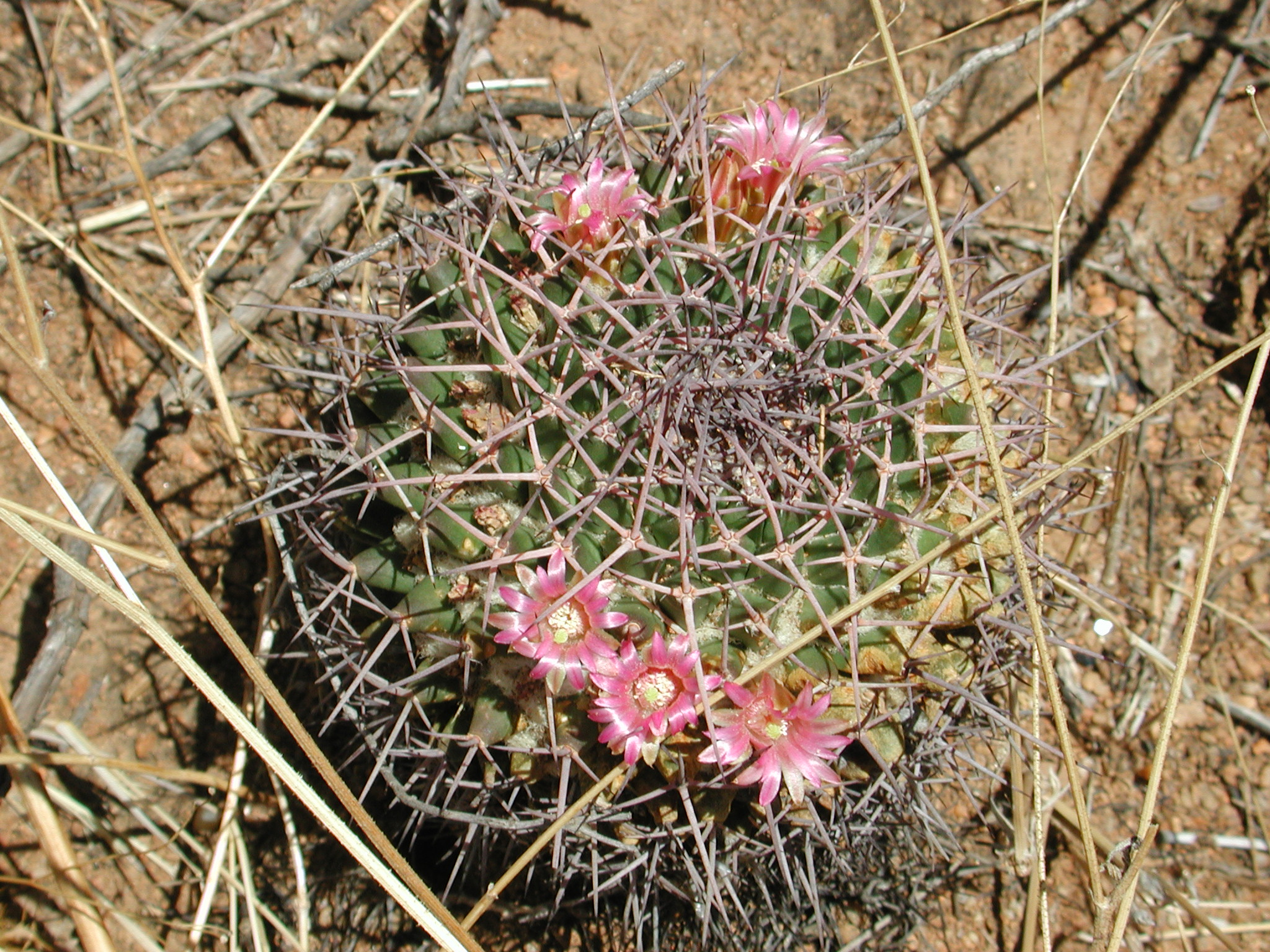
Mammillaria carnea
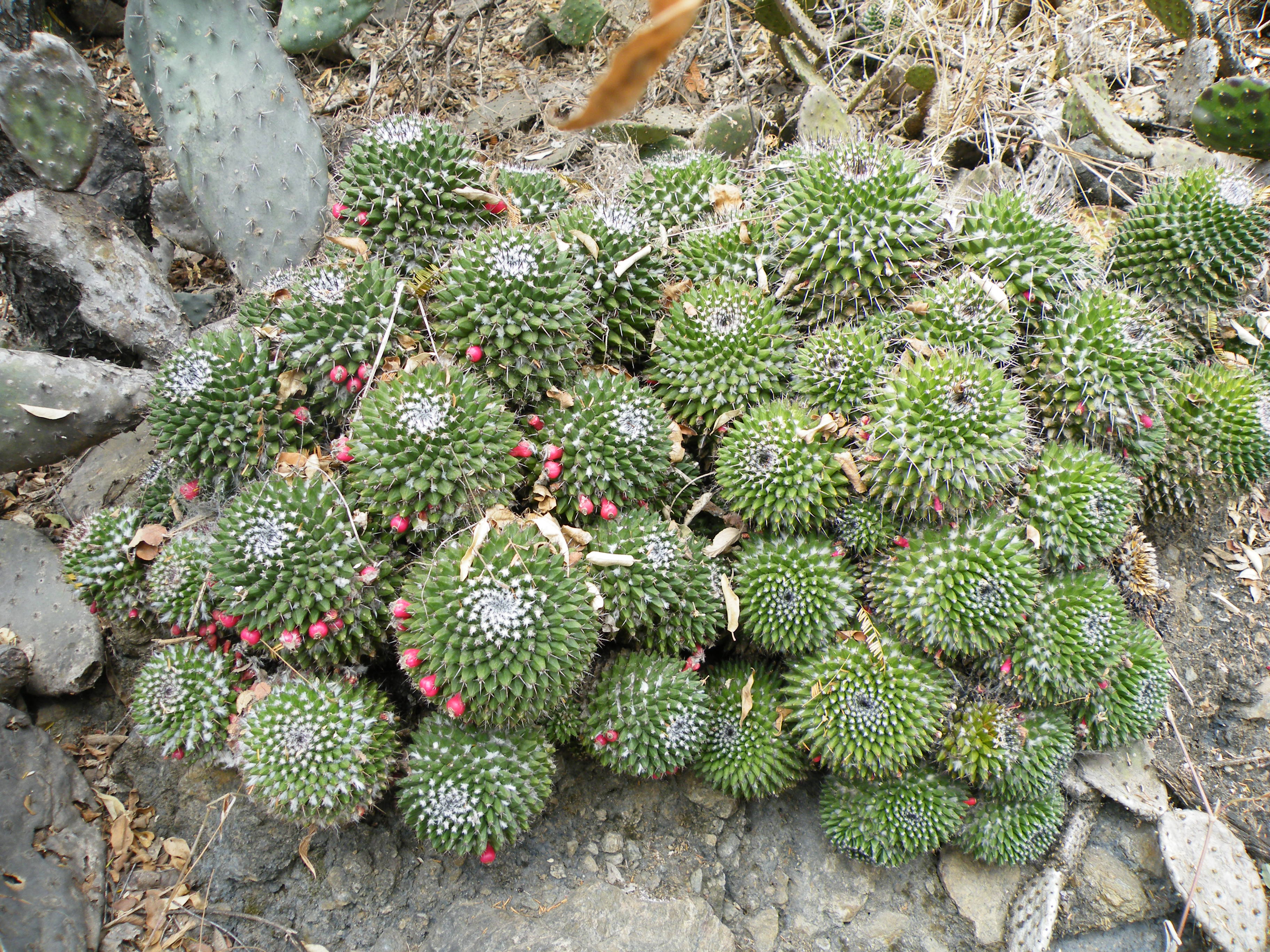
Mammillaria polyedra
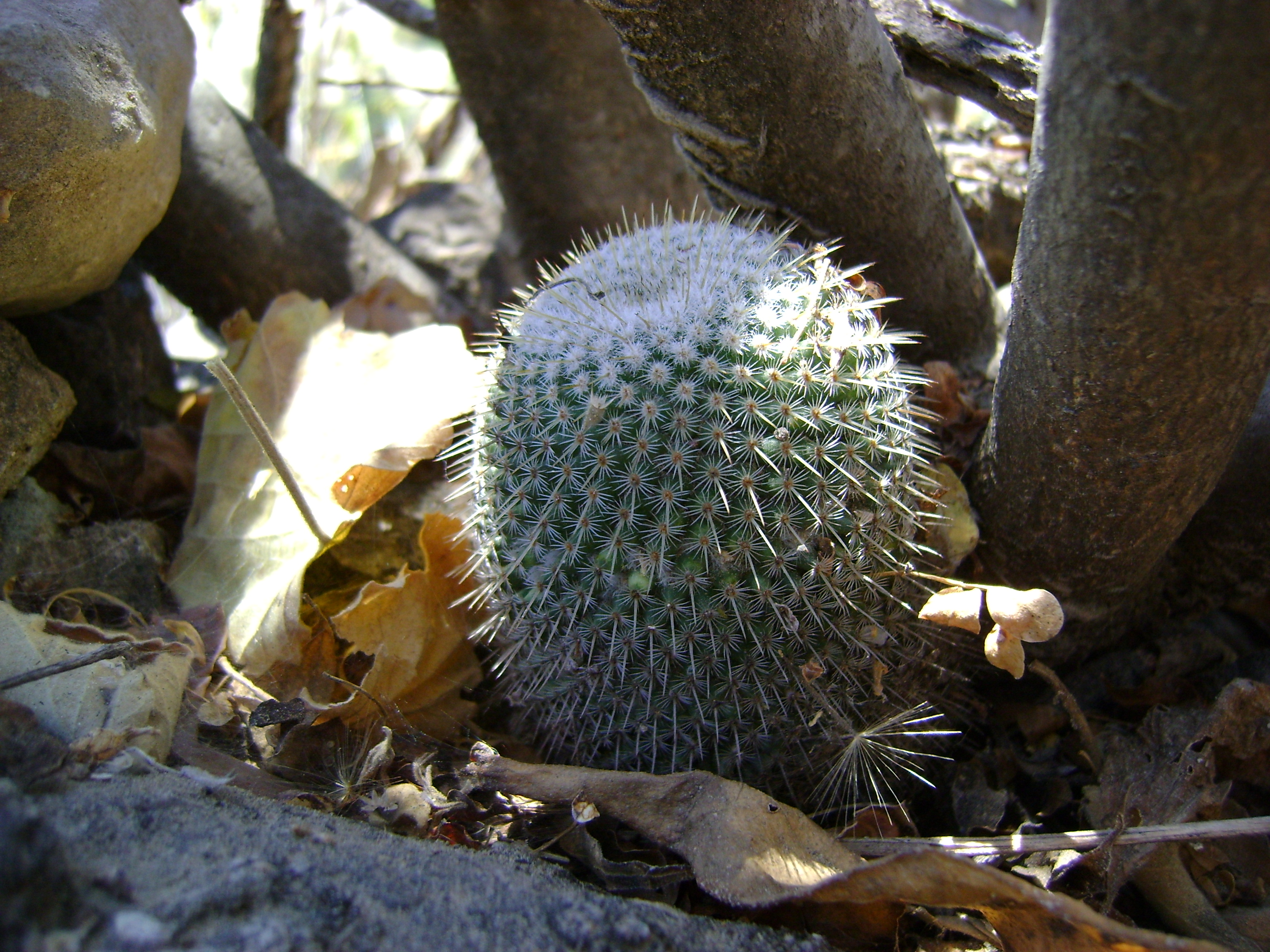
Mammillaria supertexta
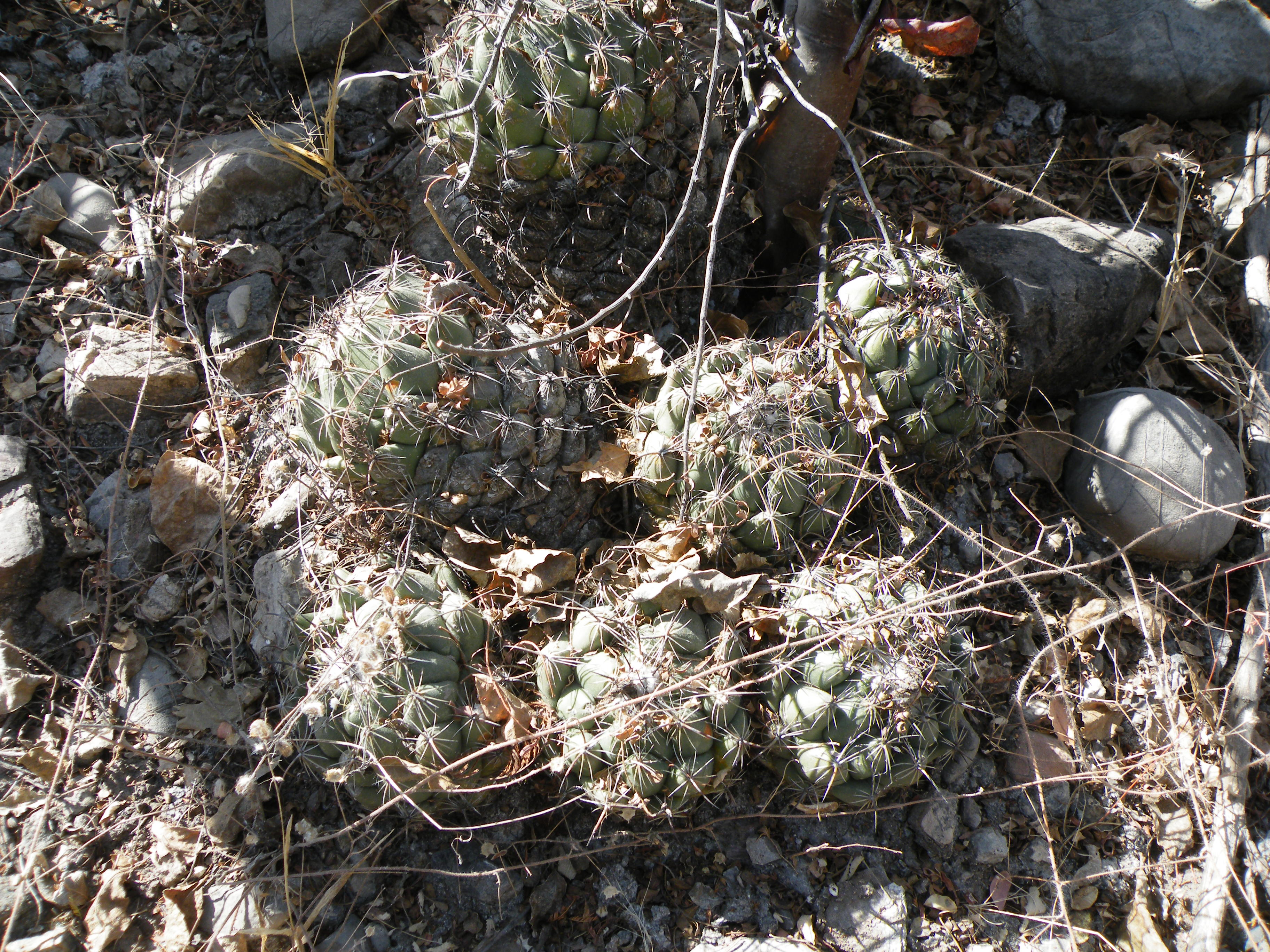
Coryphantha calipensis
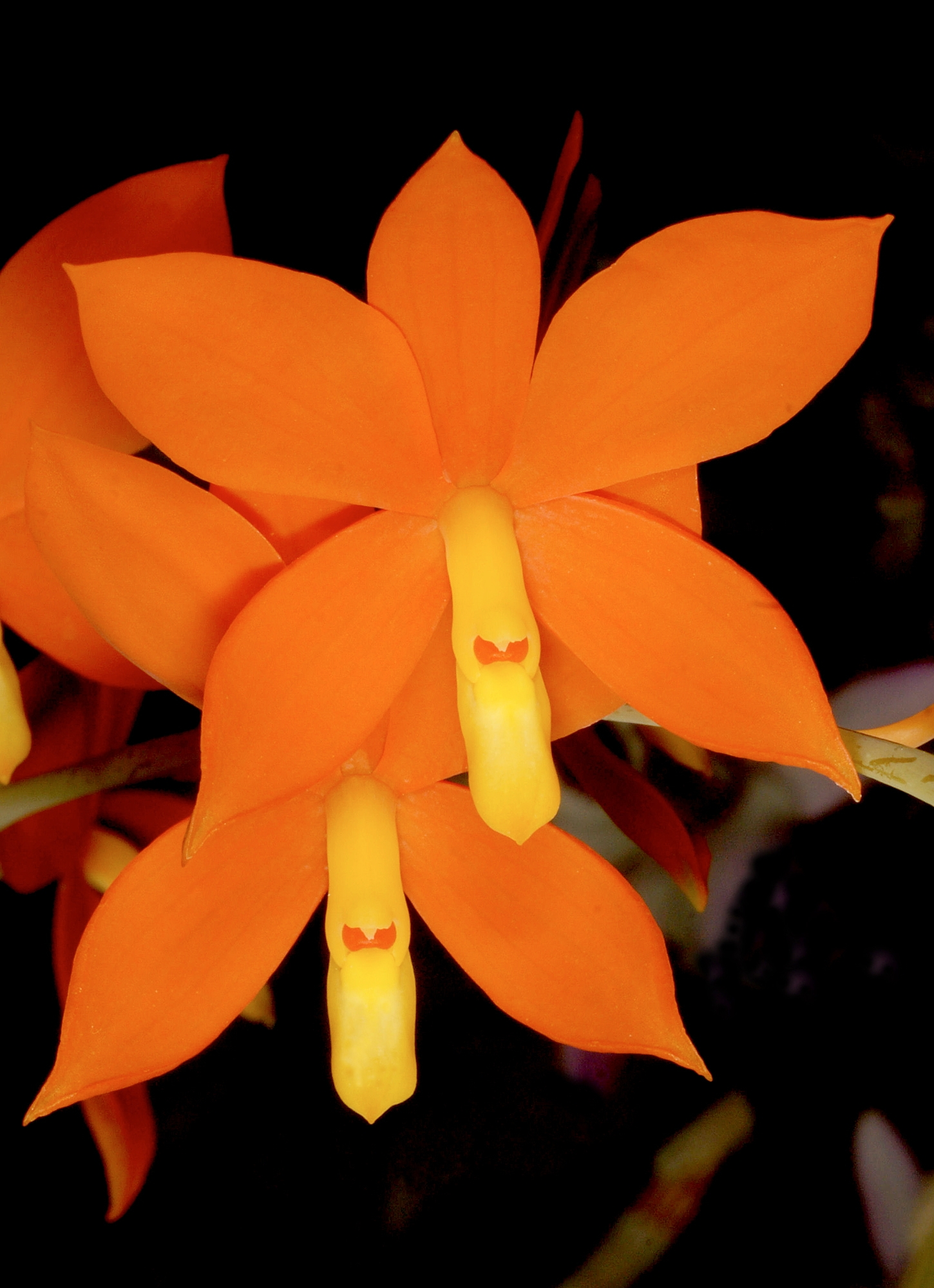
Prosthechea vitellina
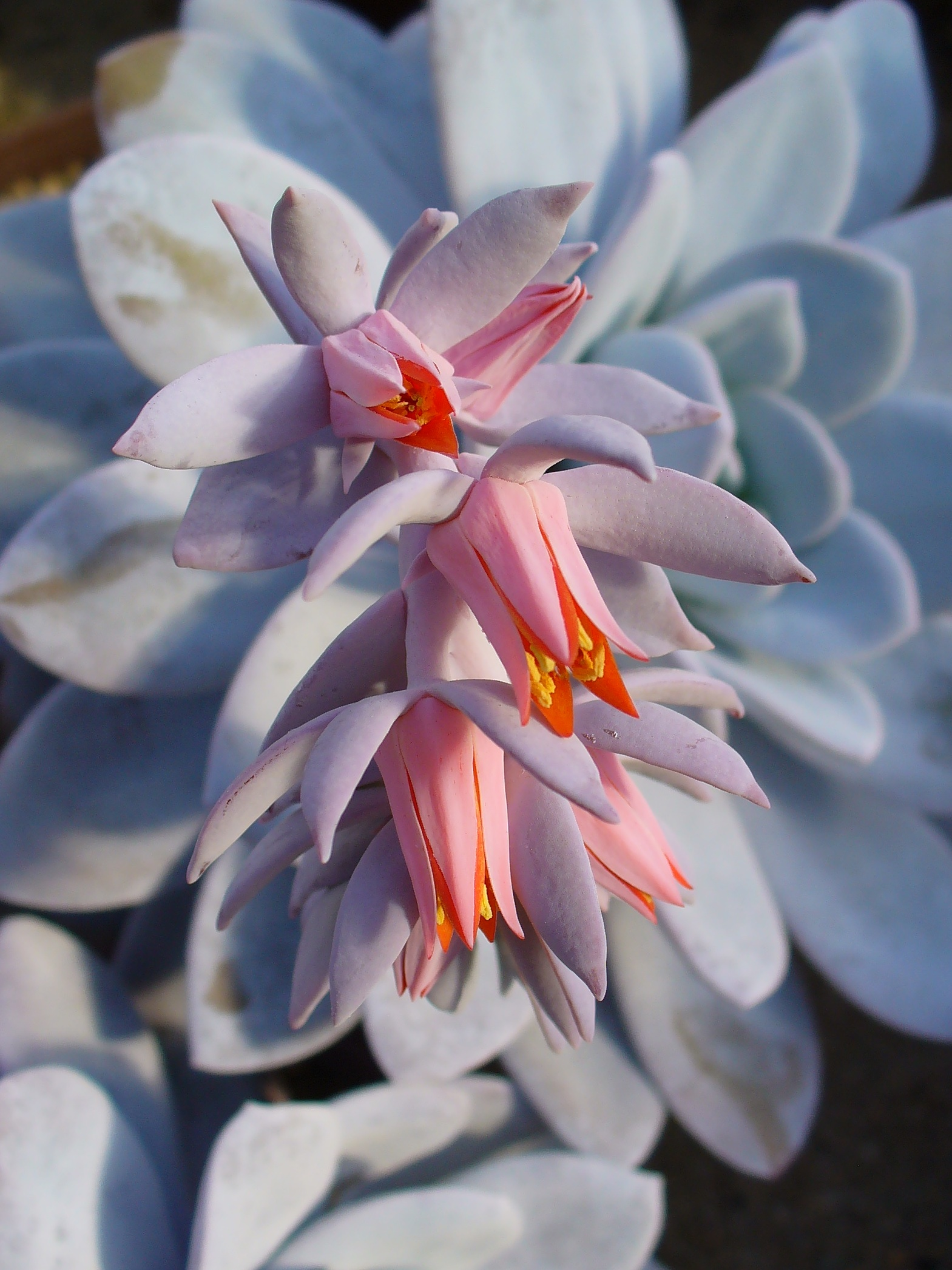
Echeveria laui